# Carolina Mariani
Claudia Carolina Mariani Ambrueso (* 11. August 1972 in Buenos Aires) ist eine ehemalige argentinische Judoka. Sie war 1995 Vizeweltmeisterin im Halbleichtgewicht, der Gewichtsklasse bis 52 kg.

## Sportliche Karriere
Die internationale Karriere der 1,53 m großen Argentinierin begann mit je einer Bronzemedaille bei den Panamerikanischen Meisterschaften 1990 und den Panamerikanischen Spielen 1991. 1992 siegte sie bei den Panamerikanischen Meisterschaften. Bei den Olympischen Spielen 1992 in Barcelona standen erstmals Damen-Wettbewerbe im Judo auf dem Programm. Carolina Mariani trat sowohl im Superleichtgewicht (bis 48 kg) als auch im Halbleichtgewicht an. Im Halbleichtgewicht erreichte sie mit zwei Siegen das Viertelfinale, dort unterlag sie der Chinesin Li Zhongyun. In der Hoffnungsrunde verlor sie gegen die Britin Sharon Rendle und belegte den siebten Platz. Tags darauf unterlag sie im Superleichtgewicht gleich in ihrem ersten Kampf der späteren Olympiasiegerin Cécile Nowak aus Frankreich, in der Hoffnungsrunde verlor sie gegen die Türkin Hülya Şenyurt. 
1994 siegte Mariani bei den Panamerikanischen Meisterschaften. Im Jahr darauf unterlag sie im Finale der Panamerikanischen Spiele in Mar del Plata vor heimischem Publikum der Kubanerin Legna Verdecia. Bei den Judo-Weltmeisterschaften 1995 gewann sie im Halbfinale gegen die Kubanerin, verlor aber das Finale gegen die Französin Marie-Claire Restoux. Im Viertelfinale der Olympischen Spiele 1996 unterlag sie der Südkoreanerin Hyun Sook-hee und belegte wie 1992 den siebten Platz. Ende 1996 gewann sie das Finale der Panamerikanischen Meisterschaften gegen Legna Verdecia.
1997 gewann Mariani den Titel bei den Südamerikameisterschaften, bei den Panamerikanischen Meisterschaften erhielt sie 1997 und 1998 jeweils die Silbermedaille hinter Legna Verdecia. 1999 unterlag sie der Kubanerin im Finale der Universiade und der Panamerikanischen Spiele in Winnipeg. Bei den Olympischen Spielen 2000 unterlag sie der Kubanerin früh im Turnier und belegte den neunten Platz. Nach einem Jahr Pause siegte Mariani 2002 bei den argentinischen Landesmeisterschaften. Ihre letzte internationale Medaille war eine Bronzemedaille bei den Südamerikameisterschaften 2002.